# Colin O'Donoghue
Colin O'Donoghue (* 26. ledna 1981, Drogheda, Country Louth, Irsko) je irský herec a muzikant. Nejvíce se proslavil rolí Kapitána Hooka v televizním seriálu stanice ABC Bylo, nebylo a rolí Michaela Kovaka ve filmu Obřad.

## Životopis
Colin se narodil a vyrostl ve městě Droghed, Country Louth v Irsku v katolické rodině. Je synem Mary a Cona O'Donoghue. Navštěvoval Dundalk Grammar School a později The Gaiety School Of Acting v Dublinu. V 16 letech na měsíc odcestoval do Paříže, aby se naučil francouzsky.

## Kariéra
Na začátku své kariéry se věnoval divadelní a televizní práci v Irsku a ve Velké Británii.
V roce 2003 získal cenu Irish Film and Television Award v kategorii "Nejlepší nový talent" za roli Normala ve filmu Home For Christmas.
V roce 2009 se objevil v jedné epizodě historického seriálu Tudorovci. Jeho Hollywoodským debutem je role v hororovém filmu z roku 2009 Obřad, po boku s Anthonym Hopkinsem.
V roce 2012 byl obsazen do role Kapitána Hooka/Killiana Jonese v seriálu stanice ABC Family Bylo, nebylo. Jeho role měla nejdříve charakter vedlejší postavy, ale ve druhé polovině druhé série byl povýšen na hlavní postavu.
V roce 2014 se objevil ve filmu "The Dust Storm", který se odehrává v Nashvillu a Colin představuje muzikanta jménem Brennan.

## The Enemies
Colin patří k pětičlenné kapele The Enemies. Kapela byla vytvořená v roce 2003 Colinem a jeho kamarádem Ronanem McQuillanem. Jejich debutové EP vyšlo 7. března 2011. Colin na albu hraje na kytaru a zpívá vokály. Jejich debutové album Sounds Big on the Radio mělo být zveřejněno v březnu 2013, ale datum bylo přesunuto na rok 2014.
V květnu 2013 Colin oznámil, že kapelu opouští, kvůli nabytému rozvrhu s natáčením.

## Osobní život
Colin se oženil s Helen O'Donogue, učitelkou. Mají spolu syna Evana, který se narodil v roce 2013.

## Filmografie

### Film
| Rok  | Název              | Role              | Poznámky    |
| ---- | ------------------ | ----------------- | ----------- |
| 2002 | Home for Christmas | Norman Quested    | TV film     |
| 2003 | Call Girl          | Brendan           | Krátký film |
| 2006 | 24/7               | Nick              | Krátký film |
| 2009 | The Euthanizer     | Ben               | Krátký film |
| 2009 | Wild Decembers     | Mladý strážce     | TV film     |
| 2011 | Identity           | John Bloom        | TV film     |
| 2011 | Obřad              | Michael Kovak     |             |
| 2012 | Storage 24         | Mark              |             |
| 2014 | The Dust Storm     | Brennan           |             |
| 2016 | Carrie Pilby       | Profesor Harrison |             |
| 2018 | What Still Remains | Peter             |             |

### Televize
| Rok       | Název                             | Role                       | Poznámky                                       |
| --------- | --------------------------------- | -------------------------- | ---------------------------------------------- |
| 2001      | Rebel Heart                       | Rowe                       | mini-seriál, 1 díl                             |
| 2004      | Love is the Drug                  | Peter                      | 2 díly                                         |
| 2005      | Proof                             | Jamie                      | 2 díly                                         |
| 2006–08   | The Clinic                        | Connor Elliott             | 11 dílů                                        |
| 2009      | Tudorovci                         | Vévoda Filip z Bavárie     | díl: „The Undoing of Cromwell“                 |
| 2011–2018 | Bylo, nebylo                      | Kapitán Hook/Killian Jones | hostující role (6. řada) hlavní role (7. řada) |
| 2018      | Lovci trolů od Guillerma Del Toro | Douxie                     | 3 díly                                         |
| 2019      | 3 mimo: Příběhy z Arkádie         | Douxie                     | 2 díly                                         |
| 2019      | Dolly Parton: Hra na city         | JJ Sneed                   | díl: „JJ Sneed“                                |
| 2020      | The Right Stuff                   | Gordon Cooper              | hlavní role                                    |
| 2020      | Kouzelníci: Příběhy z Arkádie     | Douxie                     | hlavní role                                    |